# 既定觀點問題
既定觀點問題，有時也稱複合問題（英語：complex question），係在問題中摻入預設的觀點，對方一旦回答，就等同承認這些觀點是真的。如果回答者並未同意該預設，僅是因正面回答問題而被迫承認，以其回答證成預設則屬謬誤。
像例如「為何女生喜歡留長髮？」的問題，其預設觀點是「女生喜歡留長髮」，只要正向回答這問題，無論回答的內容是什麼，都無疑承認「女生喜歡留長髮」是事實，而一般而言女生是否喜歡留長頭髮，是有疑問的。

## 示例
例一
甲：你還在抽菸嗎？
乙：沒有。
甲：看吧！你果然抽過菸！
甲的問題已預設乙抽過菸，乙無論回答「是」或「否」，皆無異於承認以前抽過菸，不做回應也可能被人當成確實抽過菸但羞於承認的證據（所謂的「默證」，雖然訴諸沉默是一種謬誤，但在實務上這是可能發生的狀況）。如果乙根本沒抽過菸，最安全的做法是回答「我從未抽過菸。」
例二
「你不打老婆了嗎？」
若正面回答，等同承認有老婆，且以前曾經打過老婆。如果回答者沒打過老婆，比較好的回答是「我根本沒打過老婆。」
例三
「為什麼私人企業總是比公營企業有效率？」
若正面回答，等同承認「私人企業總是比公營企業有效率」是事實，但有合理的理由相信，一些事業要由公營事業經營，才對任何人都比較有利。

### 歷史實例
2009年紐西蘭體罰公投時曾問以下問題：

"Should a smack as part of good parental correction be a criminal offence in New Zealand?"（中譯：作為好的家長管教方法的一部份的摑打該被禁止嗎？）

慕來‧艾多里吉（Murray Edridge）指稱這問題本身「帶有既定觀點且模稜兩可」，並宣稱道「這問題已預先假定摑打是做好的好家長管教方法的一部份」。
2012年6月13日，美国国家篮球协会总裁大卫·斯特恩曾向電台主持人吉姆‧羅姆（Jim Rome）問道：「你不再打你老婆了嗎？」藉此以表達他對羅姆的訪談的感覺。

### 引用
1. ↑  . 3 News.   [2010-02-03]. （原始内容存档于2014-03-03）.
2. ↑  . （原始内容存档于2012-09-04）.

## 外部連結
- （英文）Logical Fallacy: Loaded Question（页面存档备份，存于）
- （英文）Fallacy: Loaded Questions（页面存档备份，存于）